# NGC 7756
NGC 7756 је појединачна звезда у сазвежђу Рибе која се налази на NGC листи објеката дубоког неба.
Деклинација објекта је + 4° 7' 32" а ректасцензија 23h 48m 28,5s. Привидна величина (магнитуда) објекта NGC 7756 износи 11,7 а фотографска магнитуда 12,8.